# Prgomet
Prgomet ist eine Gemeinde in Kroatien und gehört zur Gespanschaft Split-Dalmatien.
Prgomet befindet sich nordwestlich von der Stadt Split. Das Gemeindegebiet umfasst 77,21 Quadratkilometer. Die Gemeinde Prgomet besteht aus 5 Siedlungen: Bogdanovići, Labin, Prgomet, Sitno und Trolokve.
Die Gemeinde hatte zur Zeit der Volkszählung im Jahr 2021 498 Einwohner.
Seit dem 30. Juni 2004 ist Prgomet mit einer eigenen Autobahnausfahrt an die kroatische Autobahn A1 angeschlossen.